# カルロス・ラモス (テニス審判員)
カルロス・ラモス（Carlos Ramos、1971年 - ）は、ポルトガルのテニス競技国際審判員である。

## 経歴・人物
リスボン出身。
1987年にラインズマン（線審）としてテニス競技の審判を始める。1991年に正式にプロの審判となり、段階的にレベルを上げていくことを心掛けた。
2008年夏に開催された北京オリンピックの際に国際テニス連盟公認のゴールドバッジ審判員となる。
ラモスがテニス四大大会の決勝戦チェアアンパイアを初めて務めたのは2005年全豪オープン男子シングルス決勝のマラト・サフィン（ロシア連邦） vs レイトン・ヒューイット（オーストラリア）戦であった。これ以降、ラモスは四大大会やATPツアー、デビスカップなど重要な試合のチェアアンパイアを務めることとなる。
ラモスはルールを厳格に適用する審判として知られ、それが故に判定を巡って選手とトラブルになる例も少なくない。そのため、“Rule Stickler”（ルールに拘る人間）という渾名がつけられている。